# Vážený průměr nákladů kapitálu
Vážený průměr nákladů kapitálu (anglicky weighted average cost of capital, WACC) je úroková sazba, kterou firma v průměru musí platit těm, kdo financují její aktiva. Označuje se proto i jako průměrné náklady kapitálu, alternativní náklady kapitálu neboli jako průměrná cena, za kterou podnik využívá kapitál pro svoji podnikatelskou činnost. Tuto cenu v zásadě určuje trh, a nikoli vedení firmy, třebaže to spolurozhoduje, jak se firma bude financovat.
Zároveň je WACC i minimální návratnost firemních aktiv, kterou musí firma dosahovat, protože jinak by nebyla schopna svou činnost ve stávající podobě dlouhodobě udržet. Nedokázala by si totiž vydělat na kapitál, který při své činnosti využívá.

## Výpočet
Podnik k produkci zisku většinou nevyužívá pouze vlastní kapitál, ale i cizí úročený kapitál. Nejčastěji se jedná o bankovní úvěry, případně obligace. Oba tyto druhy kapitálu mají své alternativní náklady. Jejich obsahem je výnosnost kapitálu požadovaná jeho poskytovatelem ve vazbě na podstoupené riziko.
Výše alternativního nákladu je tak spojena především s rizikem, které podstupuje poskytovatel kapitálu. Alternativní náklad vlastního kapitálu proto převyšuje alternativní náklad kapitálu cizího stejně jako riziko podstoupené vlastníkem podniku je vyšší než riziko věřitele, proto je nákladovost vlastního kapitálu obvykle vyšší než náklady cizího kapitálu.
Výpočet ukazatele WACC je postaven na principu váženého průměru. Jednou z vah určující poměr alternativních nákladů obou druhů kapitálu je jejich podíl na celkovém kapitálu.
Při výpočtu postupujeme podle následujícího vzorce:
```
  

  

    

      

        
W

        
A

        
C

        
C

        
=

        

          

            
r

          

          

            
e

          

        

        

        
∗

        

          

            

              
E

            

            

              
C

            

          

        

        

        
+

        

          

            
r

          

          

            
d

          

        

        
∗

        

          

            

              
D

            

            

              
C

            

          

        

        
∗

        
(

        
1

        
−

        
t

        
)

      

    

    
{\displaystyle WACC=\mathrm {r} _{e}\,*{\frac {\mathrm {E} }{\mathrm {C} }}\,+\mathrm {r} _{d}*{\frac {\mathrm {D} }{\mathrm {C} }}*(1-t)}

  

```

re – náklady vlastního kapitálu
E – objem vlastního kapitálu
C – celkový kapitál (bilanční suma, součet vlastních a cizích zdrojů)
rd – náklady na cizí kapitál
D – cizí úročený kapitál
t – sazba z daně z příjmu (daňový štít)
Druhá část vzorce pro výpočet WACC odráží náklady na cizí kapitál, tedy cenu cizího kapitálu, který podnik využívá pro financování. Náklady na cizí kapitál jsou závislé na úrokové sazbě. Pro jejich výpočet vycházíme z průměrné úrokové sazby zjištěné na základě velikosti a ceny jednotlivých podnikových úvěrů. Protože jsou úroky (jako odměna za poskytnutí cizího kapitálu) pro podnik nákladem (vedou k poklesu výsledku hospodaření podniku i základu daně z příjmu), snižují současně daňové zatížení podniku, mluvíme o tzv. daňovém efektu (daňovém štítu). Chceme-li tedy ustanovit náklady na cizí kapitál, musíme tam daňovou úsporu zohlednit.
První část vzorce zohledňuje náklady vlastního kapitálu. Ty závisejí na míře výnosu, kterou požadují vlastníci. Stanovení nákladů vlastního kapitálu si ukážeme na příkladu akciové společnosti. Vlastní kapitál a. s. mohou tvořit kmenové akcie, prioritní akcie a další složky, které pocházejí z vyprodukovaného výsledku hospodaření (rezervní fond, další fondy tvořené ze zisku, nerozdělený zisk z minulých let). Každá složka vlastního kapitálu má svoji cenu. Jak lze stanovit cenu jednotlivých složek vlastního kapitálu?
- Cena vlastního kapitálu v podobě kmenových akcií[1]
- Cena vlastního kapitálu z prioritních akcií[1]
- Cena ostatních složek vlastního kapitálu[1]

Náklady na reinvestovaný zisk (dodatečný vlastní kapitál) odrážejí míru rizika, která souvisí s tím, že zisk není vyplacen akcionářem formou dividend, ale zůstává ve společnosti. Ponechat zisk na rozvoj společnosti má význam pouze tehdy, má-li podnik růstové možnosti, které zabezpečí vyšší míru zhodnocení kapitálu, než jsou průměrné náklady kapitálu (WACC). Tím bude docházet k růstu tržní hodnoty podniku.
Příklady:
Podíl vlastního kapitálu ve firmě ALFA s.r.o. je 66 %. Náklady spojené s cizím kapitálem jsou 7 % p.a. a náklady spojené s vlastním kapitálem jsou 11,5 % p.a. Daná firma zdaňuje své hospodářské výsledky sazbou 15 %. Předpokládá se, že podíl cizího kapitálu je dopočet do 100 %.
{\displaystyle WACC=\mathrm {r} _{e}\,\times {\frac {\mathrm {E} }{\mathrm {C} }}\,+\mathrm {r} _{d}\times {\frac {\mathrm {D} }{\mathrm {C} }}\times (1-T)}
{\displaystyle WACC=\mathrm {0,115} \times 0,66+0,07\times 0,34\times (1-0,15)}
Podnik lze charakterizovat následující zjednodušenou rozvahou nákladovost cizího kapitálu je 6,5 % p.a. a nákladovost vlastního kapitálu je 8 % p.a. Podnik zdaňuje své hospodářské výsledky 15 %.
{\displaystyle WACC=\mathrm {r} _{e}\,*{\frac {\mathrm {E} }{\mathrm {C} }}\,+\mathrm {r} _{d}*{\frac {\mathrm {D} }{\mathrm {C} }}*(1-T)}
WACC = 0,08 × 0,33 + 0,065 × 0,67 × (1 − 0,15)